# JDS Uniphase

JDS Uniphase est un équipementier de télécoms américano-canadien créé au début des années 1980, devenu un spécialiste de l'équipement pour réseaux optiques, qui a fait faillite 20 ans plus tard au terme de la bulle Internet.

## Histoire
La société a été créée en 1981 par un quatuor de Canadiens, Jozef Straus, Philip Garel-Jones, Gary Duck, et Bill Sinclair, qui lui ont donné leurs initiales, pour l'appeler JDS Fitel. Elle a complété ce nom après la fusion en 1999 avec l'Américain Uniphase, fabricant de lasers optiques et spécialiste du Multiplexage en longueur d'onde, pour renforcer la capacité des réseaux. Le groupe a ensuite racheté trois autres sociétés de haute technologie, Optical Coating Laboratory, basée à Santa Rosa (Californie), puis en janvier 2000, pour 15 milliards de dollars, la société californienne E-TEK Dynamics et enfin le constructeur d'amplificateurs optiques SDL, pour 41 milliards de dollars, soit un record en matière d'acquisition de technologie, avec une prime de 50 % sur le cours de Bourse. Ces deux dernières sociétés étaient de San José (Californie) où le nouveau groupe avait installé son siège en 2006. 
Le constructeur d'amplificateurs optiques SDL n'avait que 1700 employés et un chiffre d'affaires trimestriel de 72 millions de dollars. Ces deux dernières acquisitions, effectuées pour 66 milliards de dollars et réalisées en seulement six mois, ont littéralement "ruiné" JDS Uniphase, qui dès lors ploie sous les dettes, même si une partie a été payée en titres. Au même moment l'effondrement des prix de vente chez les opérateurs télécoms utilisant de la fibre optique le prive de débouchés commerciaux.
Dès la mi-avril 2001, le groupe annonce une perte nette de 1,3 milliard de dollars, contre 241 millions un an auparavant et le licenciement de 5000 salariés.
À la fin juillet 2001, il décide de passer les plus lourdes provisions de l'histoire à cette époque, d'un montant de 45 milliards de dollars, ce qui l'amène à publier une perte nette de 51 milliards de dollars en 2001 (dont 88 % du total est expliquée par ces dépréciations). JDS doit alors licencier les quatre-cinquièmes de son effectif, ramené de 29000 salariés à environ 5300. Lors d'un procès intenté par des actionnaires dans le Connecticut, en novembre 2007, ceux-ci seront déboutés des accusations portées contre quatre anciens dirigeants  du groupe, accusé d'avoir embelli la situation et d'avoir vendu pour plus de 500 millions de dollars d'actions, alors qu'ils disposaient d'informations privilégiées.